# Park Narodowy „Pleszczejewo oziero”
Park Narodowy „Pleszczejewo oziero” (ros. Национальный парк «Плещеево озеро») – park narodowy w południowej części obwodu jarosławskiego w Rosji. Znajduje się w rejonie peresławskim, a jego obszar wynosi 241,49 km² (w tym 50,98 km² powierzchnia wodna). Park został utworzony dekretem rządu Federacji Rosyjskiej z dnia 17 lipca 1998 roku. Zarząd parku znajduje się w miejscowości Peresław Zaleski.

Granice parku (ciemnozielona linia)

## Opis
Park znajduje się w centralnej części Niziny Wschodnioeuropejskiej, w dorzeczu górnej Wołgi. Celem jego utworzenia było zachowanie kompleksu przyrodniczo-historycznego wokół jeziora Pleszczejewo, jednego z największych jezior w centralnej Rosji z endemiczną populacją sielawy peresławskiej. Lasy zajmują około 48% całkowitej powierzchni parku. Dużą powierzchnię zajmują bagna.

## Flora i fauna
Park znajduje się na styku południowej tajgi i lasów mieszanych. Rośnie tu 827 gatunków roślin naczyniowych, w tym gatunki rzadkie i chronione, jak np. brzoza karłowata, turzyca pigułkowata, żurawina drobnoowocowa, skalnica torfowiskowa, gnidosz stepowy, jezierza giętka i kukułka bałtycka.
W parku żyje około 300 gatunków kręgowców, z czego około 60 gatunków ssaków, 210 gatunków ptaków, ponad 10 gatunków gadów i płazów. Rzadko spotykane zwierzęta to m.in.: łabędź mały, rybołów, bielik, orlik grubodzioby, sokół wędrowny, ostrygojad zwyczajny i desman ukraiński.
Jezioro charakteryzuje się wyjątkowo małą różnorodnością ichtiofauny: występuje tylko 16 gatunków ryb należących do 6 rodzin. Są to m.in. leszcz, lin, jaź, ukleja pospolita, krąp, miętus pospolity, szczupak pospolity i koza pospolita.